# Leptonetela
Genre
Synonymes
- Qianleptoneta Chen & Zhu, 2008
- Guineta Lin & Li, 2010
- Sinoneta Lin & Li, 2010

Leptonetela est un genre d'araignées aranéomorphes de la famille des Leptonetidae.

## Distribution
Les espèces de ce genre se rencontrent en Chine, au Viêt Nam, en Grèce, en Turquie, en Géorgie, en Azerbaïdjan et en Russie en Ciscaucasie.

## Liste des espèces
Selon World Spider Catalog (version 26, 31/07/2025) :
- Leptonetela andreevi Deltshev, 1985
- Leptonetela anshun Lin & Li, 2010
- Leptonetela arvanitidisi Wang & Li, 2016
- Leptonetela bama Lin & Li, 2010
- Leptonetela biocellata He, Liu, Xu, Yin & Peng, 2019
- Leptonetela caucasica Dunin, 1990
- Leptonetela chakou Wang & Li, 2017
- Leptonetela changtu Wang & Li, 2017
- Leptonetela chenjia Wang & Li, 2017
- Leptonetela chiosensis Wang & Li, 2011
- Leptonetela chuan Wang & Li, 2017
- Leptonetela curvispinosa Lin & Li, 2010
- Leptonetela dabian Wang & Li, 2017
- Leptonetela danxia Lin & Li, 2010
- Leptonetela dao Wang & Li, 2017
- Leptonetela dashui Wang & Li, 2017
- Leptonetela dawu Yao & Liu, 2024
- Leptonetela deltshevi (Brignoli, 1979)
- Leptonetela digitata Lin & Li, 2010
- Leptonetela encun Wang & Li, 2017
- Leptonetela erlong Wang & Li, 2017
- Leptonetela falcata (Chen, Gao & Zhu, 2000)
- Leptonetela feilong Wang & Li, 2017
- Leptonetela flabellaris Wang & Li, 2011
- Leptonetela furcaspina Lin & Li, 2010
- Leptonetela gang Wang & Li, 2017
- Leptonetela geminispina Lin & Li, 2010
- Leptonetela gigachela (Lin & Li, 2010)
- Leptonetela gittenbergeri Wang & Li, 2011
- Leptonetela grandispina Lin & Li, 2010
- Leptonetela gubin Wang & Li, 2017
- Leptonetela hamata Lin & Li, 2010
- Leptonetela hangzhouensis (Chen, Shen & Gao, 1984)
- Leptonetela hexacantha Lin & Li, 2010
- Leptonetela huoyan Wang & Li, 2017
- Leptonetela identica (Chen, Jia & Wang, 2010)
- Leptonetela jiahe Wang & Li, 2017
- Leptonetela jingde Tong, 2024
- Leptonetela jinsha Lin & Li, 2010
- Leptonetela jiulong Lin & Li, 2010
- Leptonetela kanellisi (Deeleman-Reinhold, 1971)
- Leptonetela kangsa Wang & Li, 2017
- Leptonetela la Wang & Li, 2017
- Leptonetela langdong Wang & Li, 2017
- Leptonetela latapicalis He, Liu, Xu, Yin & Peng, 2019
- Leptonetela liangfeng Wang & Li, 2017
- Leptonetela lianhua Wang & Li, 2017
- Leptonetela lihu Wang & Li, 2017
- Leptonetela lineata Wang & Li, 2011
- Leptonetela liping Lin & Li, 2010
- Leptonetela liuguan Wang & Li, 2017
- Leptonetela liuzhai Wang & Li, 2017
- Leptonetela longli Wang & Li, 2017
- Leptonetela longyu Wang & Li, 2017
- Leptonetela lophacantha (Chen, Jia & Wang, 2010)
- Leptonetela lujia Wang & Li, 2017
- Leptonetela martensi Zhu & Li, 2021
- Leptonetela maxillacostata Lin & Li, 2010
- Leptonetela mayang Wang & Li, 2017
- Leptonetela megaloda (Chen, Jia & Wang, 2010)
- Leptonetela meitan Lin & Li, 2010
- Leptonetela meiwang Wang & Li, 2017
- Leptonetela mengzongensis Wang & Li, 2011
- Leptonetela miaoshiensis (Chen & Zhang, 1993)
- Leptonetela microdonta (Xu & Song, 1983)
- Leptonetela mita Wang & Li, 2011
- Leptonetela nanmu Wang & Li, 2017
- Leptonetela niubizi Wang & Li, 2017
- Leptonetela notabilis (Lin & Li, 2010)
- Leptonetela nuda (Chen, Jia & Wang, 2010)
- Leptonetela oktocantha Lin & Li, 2010
- Leptonetela palmata Lin & Li, 2010
- Leptonetela panbao Wang & Li, 2017
- Leptonetela paragamiani Wang & Li, 2016
- Leptonetela parlonga Wang & Li, 2011
- Leptonetela penevi Wang & Li, 2016
- Leptonetela pentakis Lin & Li, 2010
- Leptonetela pungitia Wang & Li, 2011
- Leptonetela qiangdao Wang & Li, 2017
- Leptonetela quinquespinata (Chen & Zhu, 2008)
- Leptonetela reticulopecta Lin & Li, 2010
- Leptonetela robustispina (Chen, Jia & Wang, 2010)
- Leptonetela rudicula Wang & Li, 2011
- Leptonetela rudong Wang & Li, 2017
- Leptonetela sanchahe Wang & Li, 2017
- Leptonetela sanyan Wang & Li, 2017
- Leptonetela sexdentata Wang & Li, 2011
- Leptonetela sexdigiti (Lin & Li, 2010)
- Leptonetela shanji Wang & Li, 2017
- Leptonetela shibingensis Guo, Yu & Chen, 2016
- Leptonetela shicheng Wang & Li, 2017
- Leptonetela shuang Wang & Li, 2017
- Leptonetela shuilian Wang & Li, 2017
- Leptonetela strinatii (Brignoli, 1976)
- Leptonetela suae Lin & Li, 2010
- Leptonetela sublunata (Chen, Jia & Wang, 2010)
- Leptonetela taixu Zhu & Li, 2021
- Leptonetela tangi He, Liu, Xu, Yin & Peng, 2019
- Leptonetela tawo Wang & Li, 2017
- Leptonetela tetracantha Lin & Li, 2010
- Leptonetela thracia Gasparo, 2005
- Leptonetela tiankeng Wang & Li, 2017
- Leptonetela tianxinensis (Tong & Li, 2008)
- Leptonetela tianxingensis Wang & Li, 2011
- Leptonetela tongzi Lin & Li, 2010
- Leptonetela trispinosa (Yin, Wang & Wang, 1984)
- Leptonetela turcica Danışman & Coşar, 2021
- Leptonetela unispinosa (Yin, Wang & Wang, 1984)
- Leptonetela wangjia Wang & Li, 2017
- Leptonetela wenzhu Wang & Li, 2017
- Leptonetela wuming Wang & Li, 2017
- Leptonetela xianren Wang & Li, 2017
- Leptonetela xianwu Zhu & Li, 2021
- Leptonetela xiaoyan Wang & Li, 2017
- Leptonetela xinglong Zhu & Li, 2021
- Leptonetela xinhua Wang & Li, 2017
- Leptonetela xui (Chen, Gao & Zhu, 2000)
- Leptonetela yangi Lin & Li, 2010
- Leptonetela yaoi Wang & Li, 2011
- Leptonetela yuanhaoi Yao & Liu, 2024
- Leptonetela zakou Wang & Li, 2017
- Leptonetela zhai Wang & Li, 2011
- Leptonetela zhaoruii Yao & K. K. Liu, 2025
- Leptonetela zuojiashanensis Yao & Liu, 2024

## Systématique et taxinomie
Ce genre a été décrit par Kratochvíl en 1978 dans les Leptonetidae.
Qianleptoneta a été placé en synonymie par Lin et Li en 2010.
Guineta et Sinoneta ont été placés en synonymie par Wang, Xu et Li en 2017.

## Publication originale
- Kratochvíl, 1978 : « Araignées cavernicoles des îles dalmates. » Přírodovědné práce ústavů Československé Akademie Věd v Brně, N. S., vol. 12, no 4, p. 1-59.